# مونخباتارين بوندما
مونخباتارين بوندما (بالمنغولية: Мөнхбаатарын Бундмаа) (من مواليد 4 سبتمبر 1985 في أوفوخاناجي) هي لاعبة جودو منغولية متقاعدة. فازت بالميدالية الفضية في فئة نصف وزن الخفيف (52 كلغ) في دورة الألعاب الآسيوية 2006 بعد أن خسرت أمام الكورية الشمالية في المباراة النهائية. في الآونة الأخيرة فازت بالميدالية البرونزية في بطولة العالم للجودو لعام 2010 في طوكيو، اليابان.
تقيم حاليا في أولان باتور.

## وصلات خارجية
- مونخباتارين بوندما على موقع الفيدرالية الدولية للجودو (الإنجليزية)
- مونخباتارين بوندما على موقع JudoInside.com (الإنجليزية)
- مونخباتارين بوندما على موقع AllJudo.net (الفرنسية)
- مونخباتارين بوندما على موقع اللجنة الأولمبية الدولية (الإنجليزية)
- مونخباتارين بوندما على موقع أوليمبيديا (الإنجليزية)

- "Bundmaa MUNKHBAATAR" at London 2012 Olympics على موقع واي باك مشين (نسخة محفوظة 30 April 2013)
- "MUNKHBAATAR Bundmaa" at Doha 2006 Asian Games على موقع واي باك مشين (نسخة محفوظة 9 May 2007)